# Crespinh (Avairon)
Crespinh (en francès Crespin) és un municipi francès situat al departament de l'Avairon i a la regió d'Occitània.

## Demografia
| 1962                                       | 1968 | 1975 | 1982 | 1990 | 1999 | 2006 |
| ------------------------------------------ | ---- | ---- | ---- | ---- | ---- | ---- |
| 328                                        | 407  | 375  | 328  | 298  | 273  | 269  |
| Des de 1962: població sense dobles comptes |      |      |      |      |      |      |

## Administració
| Període | Identitat | Partit |
| ------- | --------- | ------ |
| 1995-   | André At  | UMP    |

## Personatges il·lustres
- Joan Bodon (1920-1975), escriptor occità.